# Чероки (округ, Техас)
Округ Чероки (англ. Cherokee county) — округ штата Техас Соединённых Штатов Америки. На 2000 год в нём проживало 46 659 человек. По оценке бюро переписи населения США в 2008 году население округа составляло 48 321 человек. Окружным центром является город Раск.

## История
Округ Чероки был сформирован в 1846 году из участка округа Накодочес. Он был назван в честь индейского племени чероки.

## География
По данным бюро переписи населения США, площадь округа Чероки составляет 2750 км², из которых 2725 км² — суша, а 25 км² — водная поверхность (0,92 %).